# EXPRESS (人工衛星)
EXPRESS（EXPeriment RE-entry Space System, 自立帰還型無人宇宙実験システム）は日独共同プロジェクトとして1995年に打ち上げられた再突入型人工衛星。打上げに失敗し、ミッションは遂行できなかったが、回収には最終的に成功した。

## 計画
80年代末のミュークラスのロケットを使用した微小重力実験などを行いたいという要請に端を発し、本計画は日独科学技術協力協定に基づき、日独初の共同宇宙プロジェクトとして1990年10月にスタートした。
本計画の目的は
1. 機動的、主体的な宇宙環境利用実験の実施機会の確保[4]
2. 宇宙環境の産業利用促進のための技術開発[4]
3. 軌道再突入、回収技術の習得[4]

であり、回収カプセルにはドイツ宇宙機関（DARA, 現・ドイツ航空宇宙センター）が依頼して製造されたロシア製のカプセルが使用された。カプセルは再使用可能で、5回程度の実験を行う予定だった。
第1回目の実験では日本のM-3SIIロケットが打上げを行い、地球周回軌道上で石油精製用の触媒創製実験を5日間実施し、その後固体ロケットモータを点火して、リエントリーモジュールが大気圏再突入、オーストラリア南部のウーメラ付近の砂漠で回収される、という計画だったが後述のように打上げが失敗し、結局実験はこの1度しか行われなかった。2回目以降の打ち上げはJ-Iロケットで行う予定だった。

## 担当
日本側は宇宙科学研究所（ISAS)、通商産業省が計画に参加し、ドイツ側は、ドイツ宇宙機関（DARA)、ドイツエアロスペース（DASA）、ドイツ宇宙オペレーションセンター（DLR/GSOC）が参加した。無人宇宙実験システム研究開発機構（USEF）は、通商産業省および新エネルギー・産業技術総合開発機構からの委託により、プロジェクトのとりまとめ、システム検討、触媒創製実験装置の開発およびに、実験実施の計画を担当した。
計画全体としてドイツ側が機体を製作し、日本側が軌道上触媒精製実験を実施、大気圏再突入実験は日独共同で行う予定だった。

## 機体
実験に使用するカプセルは、実験装置等が搭載され、大気圏再突入して回収されるリエントリモジュール（RM）と、システムを運用する機器等を搭載したサービスモジュール（SM）から構成されていた。RMとSMの結合時の全長は2.2m、直径1m、重量770kgになった。
計画では、実験終了後に軌道離脱用の固体ロケットで地球周回軌道を離脱し、再突入軌道に投入された後はSMがRMから分離され、SMは投棄される予定だった。一方のRMは高度約120kmから再突入実験として飛行環境の計測の他、各種耐熱材料実験等が行われた後パラシュートを展開し、ビーコン信号を発信しながら降下して砂漠に着地することになっていた。
RMには触媒創製実験（CATEX）のための加熱炉2基と、ドイツ・日本の再突入実験の熱シールド素材（独:CETEX, PYREX, RAFLEX、日:RTEX）を搭載していた。
なお、ロシア製の回収カプセルを使用することになった背景として、ソ連崩壊に伴う国際的な財政援助という配慮があったという。回収カプセルは部分軌道爆撃システム用の弾頭やサリュート宇宙ステーション用の回収カプセルの技術をもとにしている。

## 打上げの失敗とカプセルの発見
当初は1993年冬季の打上げを予定していたが、1年後の1995年1月15日22時45分（JST）、鹿児島宇宙空間観測所からM-3SIIロケットで打ち上げられた。予定では近地点210km、遠地点400km、軌道傾斜角31度、周期90分の楕円軌道に投入されるはずだった。しかし、第1段切り離し後に重量過多が原因で異常振動が発生し、予定とは異なる近地点110 km、遠地点250 km、軌道傾斜角33度の軌道に投入された。衛星からの電波は1月16日1時02分（JST）からの30秒を最後に受信されなくなり、ドイツ宇宙オペレーションセンターが打上げから約9時間後における衛星電波受信の試みを最後として、EXPRESSミッションの遂行を断念した。EXPRESSは地球2周回目に太平洋上に落下・水没した、と担当のドイツ宇宙オペレーションセンターが結論した。
しかし、実際にはカプセルはガーナのタマラ北100kmの山村の畑にパラシュートを展開して着陸していた。サンティアゴの地上局で受信された35秒のテレメトリーからは衛星のオンボードテレメトリー・テレコマンドシステムが正常に作動したことが分かっている。カプセルの表面にロシア語が書かれていたため、初めは弾頭ではないかと疑われたようだが、その地域には「空から降ってきたものに触れると幸福になれる」という言い伝えがあるらしく、村人たちに大事に扱われ、タマラ空軍基地にほぼ無傷で保管された。
その後、ガーナの新聞が報じた落下物の記事を基にしたイギリス人衛星情報収集家ゲオフェリー・ペリー（Geoferry Perry）の推定により､ガーナで回収保管されていることが判明し、1996年1月に現物が確認された。同年3月にドイツのブレーメンに移送され、回収されたカプセルの耐熱性能や搭載機器の健全性や飛行結果についての詳細な調査が日独の共同作業として実施された。
なおカプセルの回収に際して、古来からの言い伝えに従い、よい伴侶を求めてカプセルの傍らで昼夜お祈りをした青年や、幸運を求めてそっと手を触れてみる多数の村人たちのエピソードなども伝えられた。またドイツ側の担当メーカーだったERNO社はその村に小学校を寄贈し、謝意を表した。